# Praia Branca
Praia Branca est une bourgade  de l’île de São Nicolau au Cap-Vert.

## Présentation
Praia Branca est situé dans la partie nord-ouest de l'île de São Nicolau.
Elle fait partie de la municipalité  de Tarrafal de São Nicolau. 
Elle est située à 2 kilomètres de la côte, à 10 kilomètres au nord-ouest de Ribeira Brava.
Praia Branca est à sur la route nationale EN3-SN01 (Tarrafal de São Nicolau - Ponta do Barril - Praia Branca - Ribeira Prata).

## Localités
- Alto Cantreira
- Areia de Bomba
- Bordeira
- Chãzinha
- Cruz
- Estreito
- Fundo Branquinho
- Fundura
- Laja
- Lombo das Pombas
- Lombo Mimente

## Population
En 2010, sa population était de 521 habitants.